# Športska dvorana Zrinjevac
Športska dvorana Zrinjevac višenamjenska je dvorana u Osijeku. Nalazi se u središtu grada, u parku Zrinjevac po kojem je dobila ime. Kapaciteta je 1.160 gledatelja.

## Povijest
Do njene izgradnje i otvaranja, koje je obavljeno 26. prosinca 1973. godine, osječki športski klubovi nisu imali prikladan prostor za rad zbog čega nisu mogli postizati zapaženije rezultate u hrvatskim i jugoslavenskim natjecanjima. To je bio razlog zbog kojega je novoprojektiranoj dvorani, koja je izvorno trebala služiti isključivo održavanju tjelesnog odgoja za obližnje škole, na mjestu predviđenog skladišta naknadno dodana današnja južna tribina s prepoznatljiva dva stupa. Značaj dvorane za razvoj osječkog športa prvi je put došao do izražaja s rukometašicama ŽRK-a Osijek koje su 1978. osvojile Kup Jugoslavije, a 1982. i 1983. EHF-ov Kup pobjednica kupova.
Od 1. srpnja 1982. u dvorani se nalazi sjedište gradske tvrtke Športski objekti koja vodi brigu o športskim objektima u vlasništvu Grada, a kasnije su ondje svoja sjedišta premjestili i različiti športski klubovi.
Najznačajnije međunarodno natjecanje održano u dvorani bilo je Svjetsko prvenstvo u kuglanju 2002. koje je između 19. svibnja i 25. svibnja te godine okupilo kuglačice i kuglače iz različitih zemalja svijeta, a ostalo je zapamćeno kao posljednje koje je odigrano u disciplini 100 hitaca kod žena i 200 hitaca kod muškaraca. Kuglačke staze su nakon završetka prvenstva premještene na Streljanu Pampas.
Krajem 2008. godine otvorena je veća i suvremenija dvorana Gradski vrt koja je preuzela veliki dio športskih priredbi i koncerata, tako da je danas uporaba dvorane Zrinjevac značajno smanjena. Koriste ju ŽRK Osijek, RK Osijek, MNK Osijek, MNK Osijek 031, RK Feniks, RK Olimpija, RK Tenja te I. gimnazija i Trgovačka i komercijalna škola „Davor Milas” za održavanje tjelesne kulture.